# Вінаго клинохвостий
Віна́го клинохвостий (Treron sphenurus) — вид голубоподібних птахів родини голубових (Columbidae). Мешкає в Гімалаях і Південно-Східній Азії.

## Опис

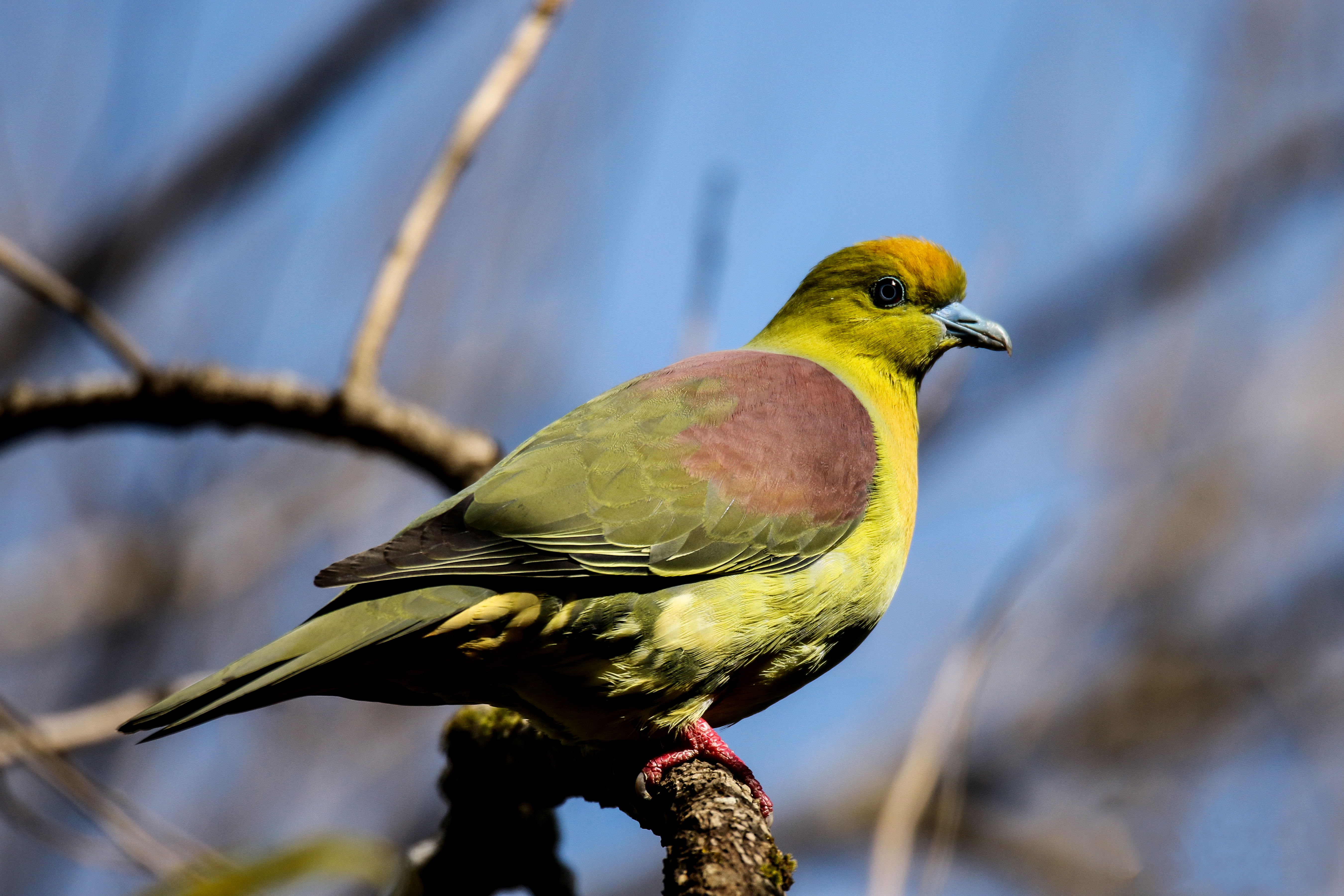
Клинохвостий вінаго

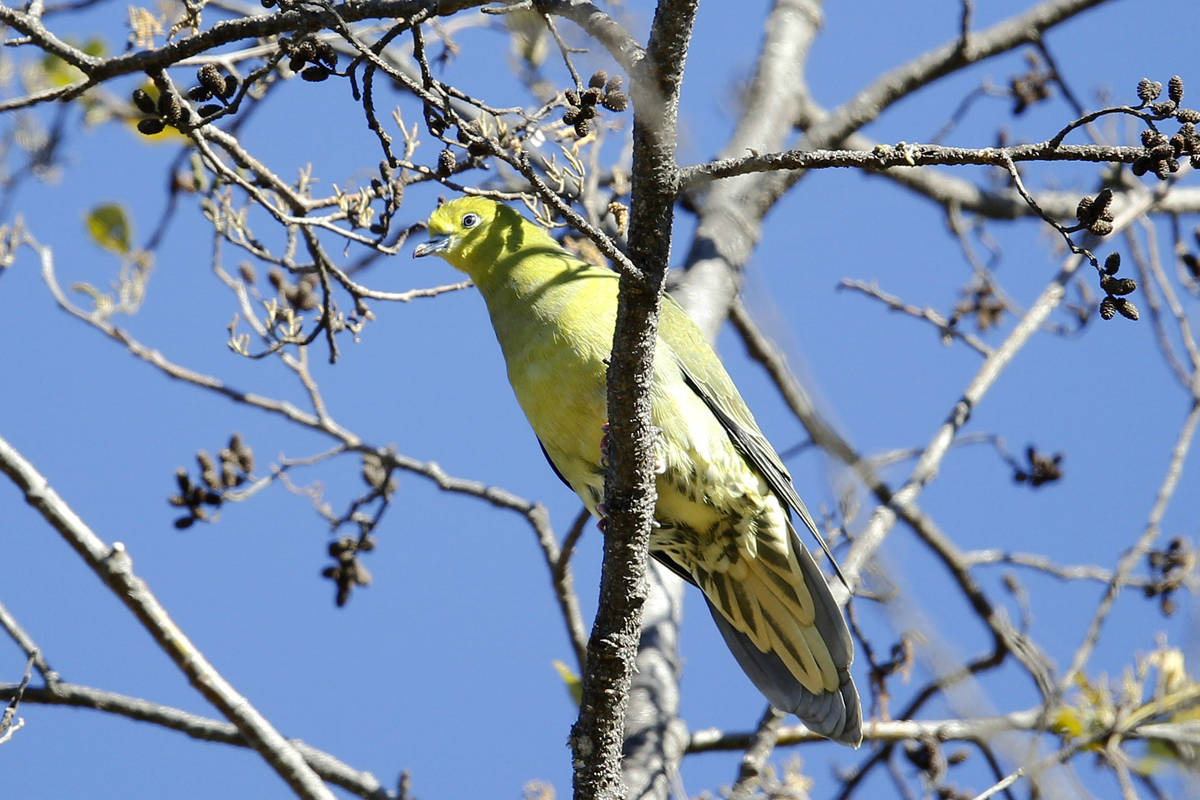
Клинохвостий вінаго

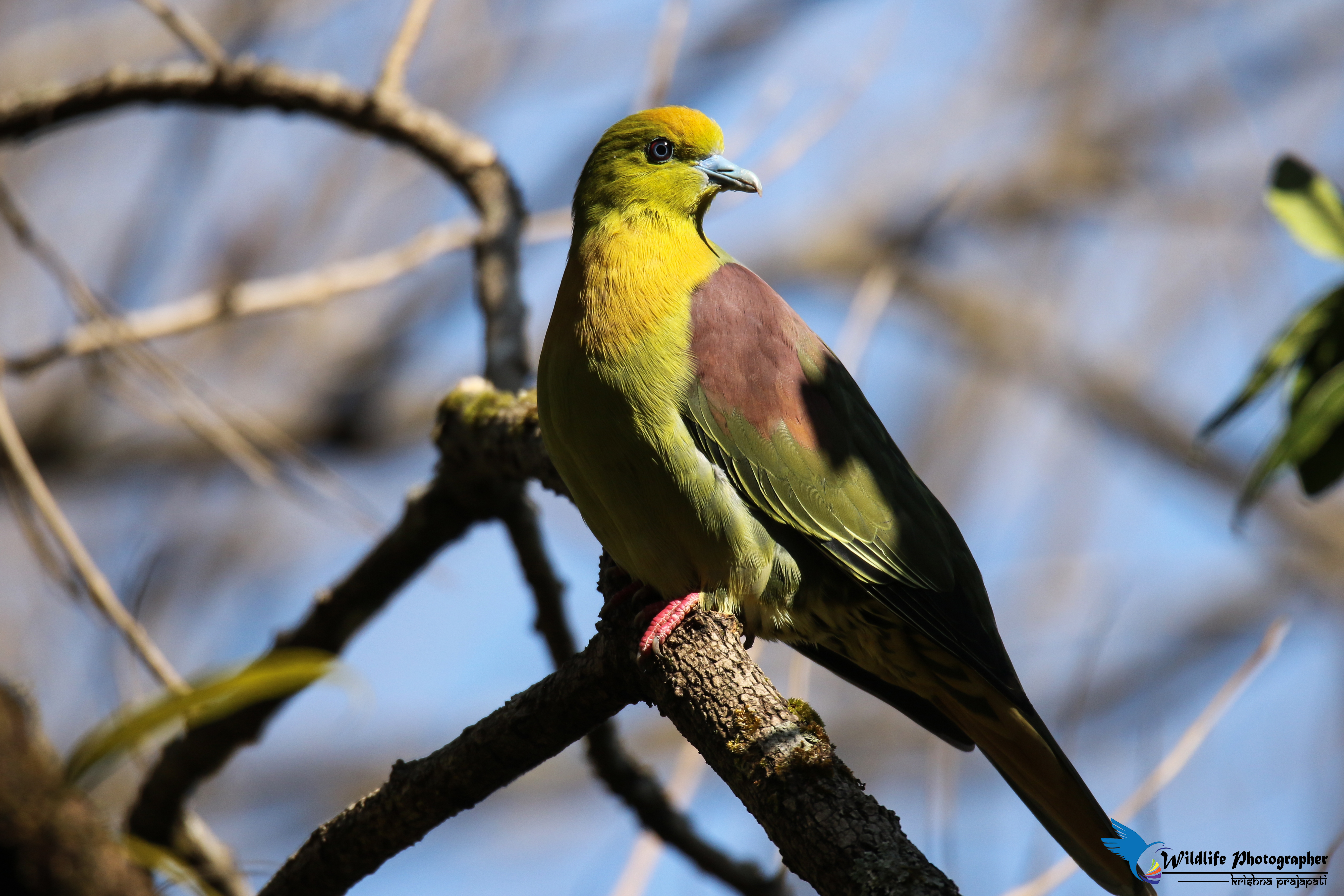
Клинохвостий вінаго

Довжина птаха становить 30-35 см. Довжина хвоста становить 9,2-12,1 см, довжина дзьоба 17-21 мм. Виду притаманний статевий диморфізм. У самців лоб і обличчя світло-зелені, на тімені оранжева пляма, задня частина шиї має сизуватий відтінок. Верхня частина тіла зелена, на плечах темні рудувато-коричневі плями. Крила темно-оливково-зелені, махові пера чорні. Надхвістя і верхні покривні пера хвоста темно-зелені. Хвіст має клиноподібну форму, центральні стернові пера темно-зелені, крайні стернові пера сіро-зелені з нечіткими чорними смугами. Підборіддя і горло яскраво-зелено-жовті, груди жовтувато-оранжеві, живіт зеленувато-жовтий, боки сіруваті. Гузка і стегні жовтуваті. Райдужки червоні або червонувато-карі з синіми кільцями. Навколо очей кільця голої бірюзової шкіри. Восковиця і дзьоб біля основи бірюзові або сині, кінчик сірувато-блакитний. Лапи яскраво-червоні. У самчок оранжева пляма на тімені, сизуватий відтінок шиї і рудувато-коричневі плями на плечах відсутні. Груди більш темні, зелені, оранжева пляма на них відсутня.

## Підвиди
Виділяють п'ять підвидів:
- T. s. sphenurus (Vigors, 1832) — від Гімалаїв до М'янми, північного Таїланду, північного Лаосу і південного Китаю (Сичуань, Юньнань і Гуансі);
- T. s. delacouri Biswas, 1950 — центральний В'єтнам;
- T. s. robinsoni (Ogilvie-Grant, 1906) — західна Малайзія;
- T. s. etorques (Salvadori, 1879) — Суматра;
- T. s. korthalsi (Bonaparte, 1855) — острови Ява, Балі і Ломбок.

## Поширення і екологія
Клинохвості вінаго мешкають в Пакистані, Індії, Непалі, Бутані, Бангладеш, М'янмі, Таїланді, Китаї, В'єтнамі, Лаосі, Камбоджі, Малайзії і Індонезії. Вони живуть у вологих гірських тропічних лісах та в сухих тропічних лісах. Зустрічаються зграйками від 6 до 15 птахів, на висоті від 1000 до 3000 м над рівнем моря. Ведуть деревний спосіб життя. Живляться плодами. Гніздяться на деревах, гніздо являє собою невелику платформу з гілочок. В кладці 2 білих яйця, інкубаційний період триває 14 днів, пташенята покидають гніздо через 12 днів після вилуплення.